# Župnija Maribor - Tezno
Župnija Maribor - Tezno je rimskokatoliška teritorialna župnija Dekanije Maribor Mariborskega naddekanata, ki je del Nadškofije Maribor.

## Sakralni objekti
- Cerkev sv. Cirila in Metoda, župnijska cerkev